# ARA Nueve de Julio (C-5)
El ARA Nueve de Julio fue un crucero ligero de la Armada Argentina, comprado a los Estados Unidos, donde fue construido y sirvió bajo el nombre de USS Boise (CL-47) Fue un crucero de la clase Brooklyn. El crucero fue llamado así por la ciudad de Boise, capital del estado estadounidense de Idaho.

## Historial

### En la Armada de los EE. UU. (1936-1946)

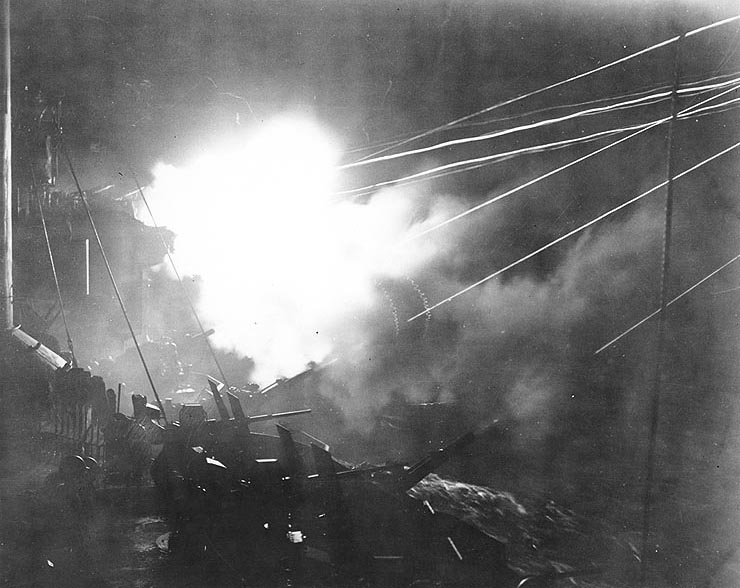
El Boise bombardeando posiciones en Nueva Guinea

El Boise fue botado el 3 de diciembre de 1936 por la empresa Newport News Shipbuilding and Dry Dock Company, Newport News, Virginia. Su madrina fue Salome Clark, hija del gobernador de Idaho de aquel momento, Barzilla W. Clark. Fue asignado el 12 de agosto de 1938, con el comandante Capitán Benjamin Vaughan McCandlish.
En febrero de 1939, luego de una travesía por Monrovia, Liberia y Ciudad del Cabo, en la Unión Sudafricana, el Boise se unió a la 9.ª División de Cruceros de la Task Force en San Pedro, California. Hasta noviembre de 1941 operó alternativamente entre las aguas de la costa oeste de Estados Unidos y Hawái. Escoltó un convoy a Manila, arribando el 4 de diciembre de 1941.
El inicio de la guerra en las Filipinas, el 8 de diciembre de 1941, encontró al Boise fuera de la Isla de Cebú. Se unió al Task Force 5 en las Indias, pero el 21 de enero de 1942 chocó con un banco de arena en Sape Strait y se retiró a Colombo (actual Sri Lanka) y Bombay, en la actual India; más tarde a los astilleros Mare Island Navy Yard para reparaciones. Cuando concluyeron navegó el 22 de junio de 1942 como escolta de un convoy a Auckland, Nueva Zelandia. Retornó a Pearl Harbor y desde el 31 de julio hasta el 10 de agosto de 1942 condujo una travesía de ataque en aguas japonesas como estratagema para fijar la atención lejos de las islas de Guadalcanal. En agosto escoltó un convoy a las islas Fiyi y Nuevas Hébridas. Entre el 14 de septiembre y el 18 de septiembre ayudó a cubrir el desembarco de refuerzos de infantes de marina en Guadalcanal. En una ardua lucha, fue alcanzado por el fuego de un crucero japonés en un compartimiento, que mató a los tripulantes cercanos a las torretas 1, 2, y 3, durante la victoria estadounidense en la Batalla de Cabo Esperanza causando 107 víctimas. Luego se dirigió al Astillero Naval de Filadelfia donde se le realizaron reparaciones entre el 19 de noviembre de 1942 y el 20 de marzo de 1943.
El Boise partió el 8 de junio de 1943 hacia el Mediterráneo, llegando a Argel, Argelia, el 21 de junio. Entre el 10 de julio y el 18 de agosto de 1943 actuó como buque de apoyo y para cubrir el desembarco en Sicilia. En septiembre tomó parte de los desembarcos en la península italiana, en Tarento (9 y 10 de septiembre) y Salerno (12–19 de septiembre). Volvió a la ciudad de Nueva York el 15 de noviembre antes de ser enviado una vez más al Pacífico Sur, llegando a Bahía de Milne, Nueva Guinea, el 31 de diciembre.
Entre enero y septiembre de 1944 tomó parte en operaciones a lo largo de la costa norte de Nueva Guinea, incluyendo:
- Bombardeo de Madang-Alexishafen (25–26 de enero)
- Desembarcos en Bahía de Humboldt (22 de abril)
- Bombardeo de Wakde-Sawar (29–30 de abril)
- Desembarcos en Wakde-Toem (15–25 de mayo)
- Desembarcos en Biak (25 de mayo–10 de junio)
- Desembarcos en Noemfoor (1–2 de julio)
- Desembarcos en Cabo Sansapor (27 de julio–31 de agosto)
- Ocupación de Morotai (1–30 de septiembre).

El crucero se dirigió hacia el norte cuando el frente de batalla avanzó hacia las Filipinas, tomando parte de:
- Invasión de Leyte (20–24 de octubre)
- Batalla del Estrecho de Surigao (25 de octubre)
- Desembarcos en Mindoro (12–17 de diciembre)
- Acciones de apoyo en Leyte-Mindoro (26–29 de diciembre)
- Desembarcos en el Golfo de Lingayén, con el General Douglas MacArthur embarcado (9–13 de enero de 1945)
- Fuerza de apoyo en Luzón (14–31 de enero)
- Ocupación de Bataan-Corregidor (13–17 de febrero)
- Desembarcos en Zamboanga (8–12 de marzo).

Luego se trasladó a Borneo para los desembarcos de Tarakan (27 de abril–3 de mayo).
Entre los días 3 y 16 de junio llevó al General MacArthur en una travesía de 3 500 millas por el centro y sur de las Filipinas y la Bahía de Brunéi, Borneo. Luego retornó a San Pedro, California, arribando el 7 de julio.
El crucero permaneció en el área de San Pedro hasta octubre, donde se le realizaron reacondicionamientos y participó en ejercicios. Navegó hacia la costa este de Estados Unidos el 3 de octubre llegando a la ciudad de Nueva York el 20 de octubre. Boise permaneció allí hasta su desafectación del servicio el 1 de julio de 1946. El Boise recibió once estrellas de batalla por sus servicios en la Segunda Guerra Mundial.

### En la Armada Argentina (1951-1977)
El USS Boise fue vendido a la Argentina el 11 de enero de 1951, donde fue denominado ARA Nueve de Julio (Por el día 9 de julio, el día de la independencia de Argentina). La compra de este crucero se realizó junto con su gemelo, el USS Phoenix, que pasó a denominarse ARA General Belgrano (C-4), En septiembre de 1955 participó de la Revolución Libertadora, bombardeando instalaciones de YPF en Mar del Plata, bajo las órdenes del Almirante Isaac Rojas. Meses después, en marzo de 1956, durante la realización de unas maniobras en tareas de adiestramiento, tuvo lugar una colisión entre este y el Belgrano, sin producirse víctimas fatales. Realizó su última navegación a Puerto Madryn, provincia del Chubut, entre el 19 y 24 de mayo de 1971, quedando desde entonces amarrado en la Base Naval de Puerto Belgrano. Para mediados de la década de 1970, la nave se hallaba en un estado de abandono e infestada de ratas.
Desde marzo de 1976 hasta por lo menos diciembre de ese año, en el marco de la dictadura cívico-militar autodenominada Proceso de Reorganización Nacional, se lo utilizó como centro clandestino de detención. Los detenidos-desaparecidos eran alojados en camarotes que habían sido acondicionados como celdas, en tanto que los interrogatorios bajo tortura tenían lugar en la sede de la Policía de Establecimientos Navales. Una mujer dio a luz en cautiverio, y se desconoce tanto su destino como el del bebé.
El Nueve de Julio fue radiado del servicio naval el 31 de octubre de 1977 mediante el decreto "S" N° 3351. El 28 de junio de 1981, se lo entregó a la firma MEM S.A., que en el acta de recepción manifestó que el buque tendría como destino el puerto de Browsvillle, Texas (EE. UU.), para ser usado como Museo de Guerra, pero en vez de ello fue enviado a Japón, en donde fue desguazado en 1983.